# أوسكار غارسيا (مبارز بالسيف)
أوسكار غارسيا هو مبارز بالسيف كوبي، ولد في 23 ديسمبر 1966 في هافانا في كوبا.

## وصلات خارجية
- أوسكار غارسيا على موقع أوليمبيديا (الإنجليزية)